# 小行星24069
小行星24069（24069 Barbarapener）是一颗绕太阳运转的小行星，为主小行星带小行星。该小行星于1999年10月19日发现。

## 轨道参数
小行星24069的轨道半长轴为380 197 165 km，2.5414249 UA，离心率为0.095。